# Vanja Milinković-Savić
Vanja Milinković-Savić (serbisch-kyrillisch Вања Милинковић-Савић; * 20. Februar 1997 in Ourense, Spanien) ist ein serbischer Fußballtorhüter.

## Familie
Sein Vater Nikola Milinković (* 1968) ist ehemaliger Fußballspieler und heutiger Trainer. Sein Bruder Sergej (* 1995) ist ebenfalls Fußballspieler. Vanja wurde im spanischen Ourense geboren, während sein Vater beim CD Ourense aktiv war.

## Karriere

### Im Verein
Von November 2004 bis Sommer 2006 spielte Milinković-Savić als Feldspieler in der Jugend des Grazer AK in Österreich und wechselte anschließend nach Serbien zum FK Vojvodina, wo er die restlichen Jugendstationen durchlief. Im April 2014 unterschrieb Milinković-Savić seinen ersten Profivertrag. Im August 2014 erwarb Manchester United die Transferrechte an Milinković-Savić; er verblieb allerdings in der Saison 2014/15 auf Leihbasis beim FK Vojvodina, für den er in dieser Spielzeit auf 17 Ligaeinsätze kam.
Zur Saison 2015/16 sollte Milinković-Savić seine Tätigkeit bei Manchester United aufnehmen, erhielt als Nicht-EU-Bürger jedoch keine Arbeitserlaubnis im Vereinigten Königreich. Er lebte in Belgrad und hielt sich bei verschiedenen Klubs fit. Ende November 2015 löste er seinen Vertrag auf und schloss sich per sofort dem polnischen Erstligisten Lechia Gdańsk an, für den er ab Januar 2016 spielberechtigt war. Sein Debüt gab er am 6. März 2016, den 26. Spieltag. Bei diesem 5:1-Heimsieg gegen Jagiellonia Białystok, spielte er über die gesamte Spielzeit. Bis Sommer 2017 absolvierte er 29 Ligaspiele für Lechia Gdańsk.
Zur Saison 2017/18 wechselte Milinković-Savić in die italienische Serie A zum FC Turin. Nachdem er dreimal in der Coppa Italia zum Einsatz gekommen war, debütierte er am letzten Spieltag in der Serie A. Mit Beginn der Saison 2018/19 wurde er an SPAL Ferrara ausgeliehen. Dieser Verein spielt ebenfalls in der Serie A. Die Ausleihe wurde Ende Januar 2019 beendet.
Für die Rückrunde wurde Milinković-Savić an Ascoli Calcio in der Serie B, der zweithöchsten italienischen Liga, verliehen. Für die Saison 2019/20 wurde er an den belgischen Erstdivisionär Standard Lüttich mit anschließender Kaufoption ausgeliehen. Dort stand in der ersten Hälfte der Saison bei drei Spielen der Europa League im Tor. In der ersten Division gehörte er vielfach dem Spieltagskader an, hatte aber noch keinen tatsächlichen Einsatz. Die Ausleihe wurde mit Ende der Saison 2019/20 nicht verlängert.
Im Juli 2025 wurde er mit anschließender Kaufpflicht an die SSC Neapel verliehen.

### In der Nationalmannschaft
Milinković-Savić durchlief sämtliche serbischen Juniorenteams. Mit der U-19 erreichte er 2014 das Halbfinale bei der U-19-Fußball-Europameisterschaft 2014, blieb jedoch ohne Einsatz. Ein Jahr später war er Teil des Kaders, der die U-20-Fußball-Weltmeisterschaft 2015 in Neuseeland gewann. Mit der U21 spielte er bei der U-21-Fußball-Europameisterschaft 2017, wo er zwei Spiele in der Gruppenphase bestritt.
Sein Debüt für die A-Nationalmannschaft gab er am 21. November 2021 beim 4:0-Erfolg im Freundschaftsspiel über Katar. Milinković-Savić stand über die volle Zeit zwischen den Pfosten.

## Erfolge
- U-20-Fußball-Weltmeister: 2015